# Сапожков, Максим Романович
Максим Романович Сапожков (род. 15 ноября 2000 года, Воронеж) — российский волейболист, диагональный клуба «Динамо» (Москва) и сборной России.

## Карьера
Воспитанник академии клуба «Локомотив» (Новосибирск). Дебютировал в чемпионате России в сезоне 2021/22, находясь в аренде в «Самотлоре», где стал вторым бомбардиром команды; ранее выступал в болгарском клубе «Монтана». 
После сезона-2022/23 в аренде в итальянском клубе «Верона» был выкуплен клубом «Модена» за 150 тыс. евро (12 млн рублей). 
Сапожков – самый высокий волейболист России, его рост 220 см